# XV-3傾轉旋翼機
貝爾XV-3（Bell XV-3）是一款由美國贝尔直升机研發的倾转旋翼机，與美國陸軍和美國空軍一起探索平直两用飞机的可能性。XV-3的特點是發動機放在機身中，旋翼能以90度傾斜方式安裝在翼尖，能垂直或水平方式切換，使飛機能以直升機模式升降，但以定翼機模式飛行。
XV-3於1955年8月11日首飛，儘管性能受限，但證明了倾转旋翼机概念的可行性，在1958年12月至1962年7月間進行了110次直與機和定翼機的切換。1966年5月20日，飛機在風洞測試中嚴重受損，使XV-3計劃被迫終止。在這測試飛機取得的數據和經驗，對後來的XV-15傾轉旋翼機和V-22魚鷹式傾轉旋翼機有很大幫助。

## 歷史

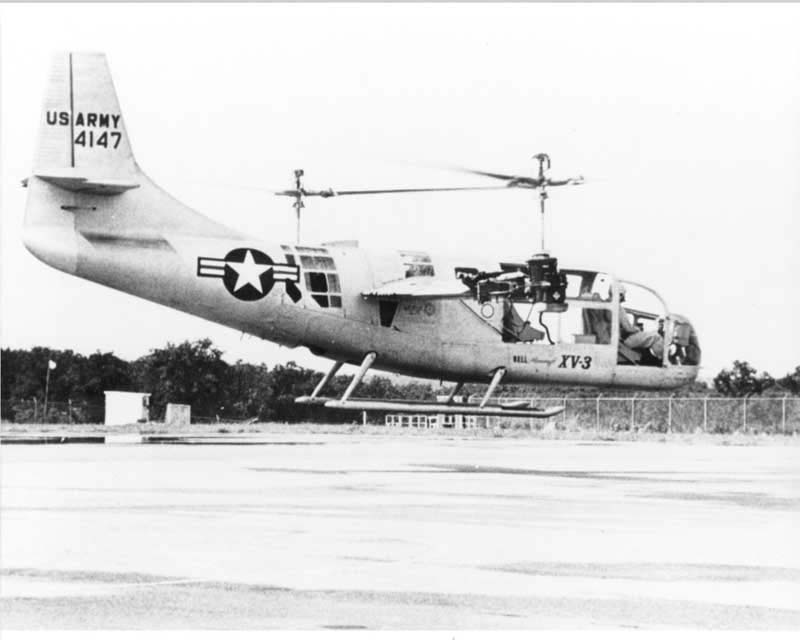
直升機模式的XV-3

1951年，美國陸軍和空軍宣佈一項平直两用飞机研發計劃，並發佈了需求建議書，向飛機製造商徵求設計。1953年10月，貝爾直升機贏得了一份開發合約，內容是生產兩架平直两用飞机用作測試。最初飛機軍用代號為XH-33，代號定位為直升機，但後來改為XV-3作為平直两用飞机。
第一架XV-3（生產編號54-147）在1955年8月11日首飛，在8月18日測試期間，飛機旋翼不穩定使飛機硬著陸，使飛機受到輕微損害。貝爾公司修復了飛機亦嘗試糾正這情況，在進行額外地面測試後於1956年3月29日恢復飛行測試。貝爾公司繼續擴大XV-3的飛行包線，但在1956年7月25日，同樣旋翼不穩定問題再度出現。飛行測試在9月底恢復，但飛機於10月25日因為駕駛艙劇烈震盪而使飛行員昏厥，導致飛機墜毀，飛行員重傷，而飛機則損壞過嚴重無法修復。
第二架XV-3（生產編號54-148）在1958年1月21日首飛。12月18日，飛機成功完成首次在空中由直升機轉換至定翼機模式切換，1959年1月6日空軍上尉罗伯特·費里（Robert Ferry）成為第一位軍事飛行員完成此轉換。XV-3在貝爾的測試於1959年4月24日完成，之後飛機被運到愛德華茲空軍基地。軍用飛行測試在1959年5月14日展開，罗伯特·費里被晉升至少校並協助完成軍用飛行性能評估報告。
1966年4月，貝爾直升機的航空動力學家厄尔·霍尔博士（Earl Hall）發佈了XV-3計劃資料的分析，解釋了傾轉旋翼機吊架旋轉不穩定性的問題。為了證明他的理論及開發電腦模型，NASA同意進行艾姆斯 40 × 80風洞測試。當工程師們進行最後一次測試時，翼尖失效使兩個旋翼失效，使XV-3和風洞受損。1966年6月14日，NASA艾姆斯研究中心宣佈完成XV-3測試。XV-3共進行了250次飛行，累計125個飛行時數及110次模式切換。

## 現存

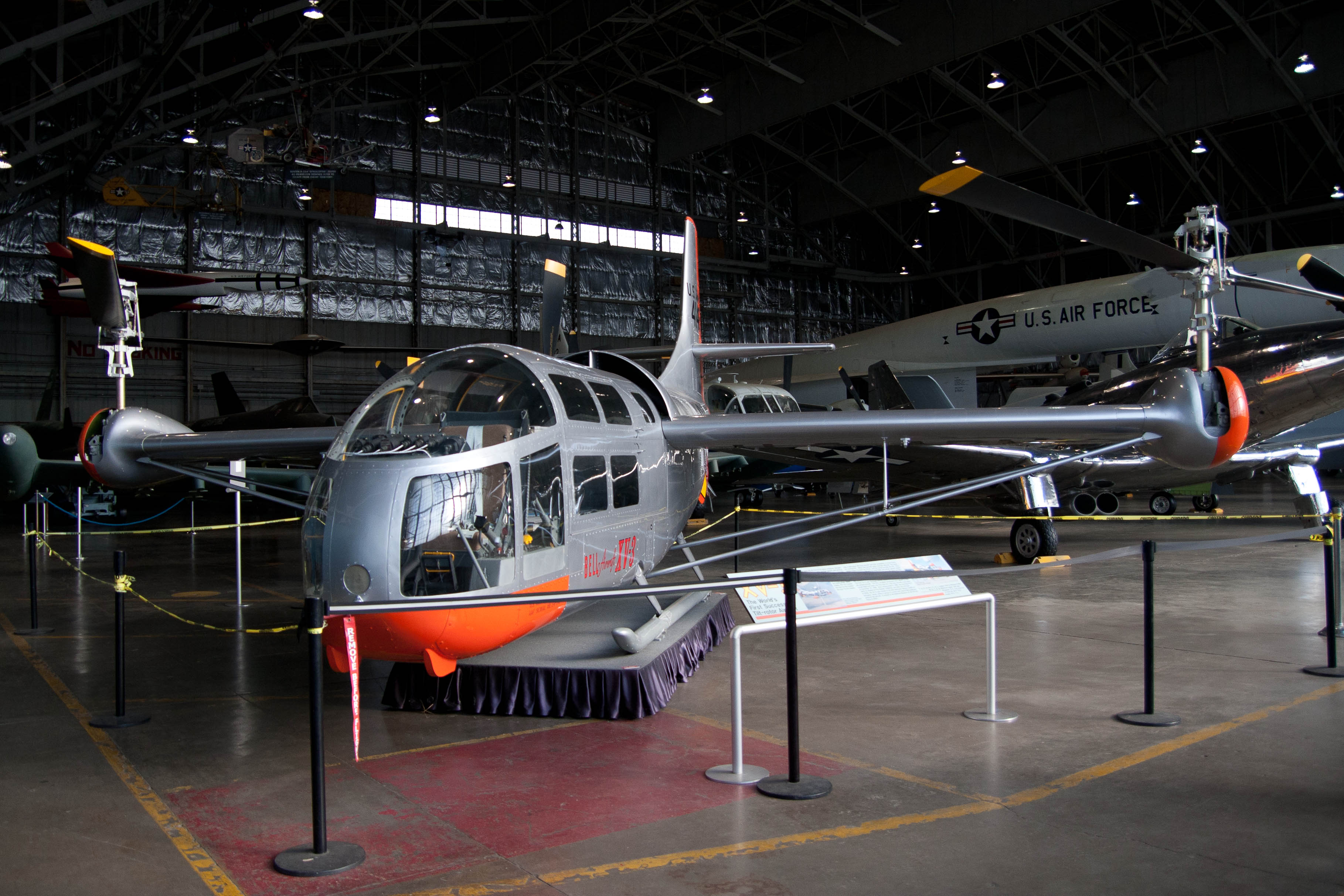
貝爾XV-3，編號54-148在美国空军国家博物馆展出

在1966年末，餘下的一架XV-3，編號54-148被移至戴维斯-蒙森空军基地存放。1984年，XV-15傾轉旋翼機飛行測試隊員在展示團造訪魯克爾堡期間，發現該XV-3存放在美國陸軍航空軍博物館外面，該飛機在前XV-3工程師克劳德·莱滕贝格尔（Claude Leibensberger）帶領，及陸軍支援下於1986年12月完成修護，但飛機之後被拆解及放在室內展出。2004年1月22日，XV-3被移交至德州的貝爾6號工廠。2005年，貝爾直升機公司的團隊開始修復該飛機，使它能放在博物館展出，這次是由前XV-3工程師查尔斯·戴维斯（Charles Davis）帶領。經過兩年修復工序後，飛機被移交到美国空军国家博物馆，於2007年6月在後冷戰展區展出，之後改在研發及發展展區展示。

## 性能
参考资料：NASA Monograph 17 and Aerophile, Vol. 2, No. 1.
基本信息
- 机组：1
- 長度：30英尺4英寸（9.25）
- 翼展：31英尺4英寸（9.55）
- 高度：13英尺3英寸（4.04）
- 机翼面积：116平方英尺（10.8平方）
- 翼型：NACA 23021[17]
- 空重：1,907英磅（865）
- 总重：2,218英磅（1,006）
- 发动机：1台普惠R-985-AN-1 Wasp Junior9汽缸風冷徑向活塞發動機，450匹馬力（340千瓦特）
- 主旋翼直徑：2旋翼25英尺0英寸（7.62）
- 主旋翼面積：981.9平方英尺（91.22平方）3葉片的旋翼
- 桨叶剖面: NACA 0015[18]

性能
- 最大速度：184英里每小時（296每小時；160節）
- 巡航速度：167英里每小時（269每小時；145節）
- 航程：255英里（222海里；410）
- 升限：15,000英尺（4,600）
- 爬升率：1,260英尺每分鐘（6.4每秒）